# Squatina occulta
Squatina occulta é uma espécie de peixe da família Squatinidae.
Distribui-se na plataforma continental da costa atlântica da América do Sul, entre o Rio de Janeiro e a Argentina.